# Michael Kiwanuka
Michael Samuel Kiwanuka (Muswell Hill (Londen), 3 mei 1987) is een Engelse soulzanger. 

## Levensloop
Zijn roots liggen in Londen, zijn ouders komen uit Oeganda en waren het regime van Idi Amin ontvlucht.
In 2011 brak hij bij het grote publiek door met zijn singles Tell Me A Tale en Home Again.
Op 6 januari 2012 won hij de Sound of, een jaarlijkse competitie van de BBC die de meest opwindende artiesten voor de toekomst uitkiest. Aan de wedstrijd mogen geen bekende namen deelnemen.
Op 11 februari 2012 stond Michael Kiwanuka op één in de Afrekening van Studio Brussel met zijn single Home Again. Een maand later verscheen zijn debuutalbum, eveneens Home again genaamd, dat de nummer 1-positie bereikte in de Nederlandse Album Top 100.
Zijn tweede album, Love & Hate, verscheen in 2016 en leverde hem een nummer 1-notering op in de UK Albums Chart. In 2019 kwam zijn derde album Kiwanuka uit. In 2020 werd dat album bekroond met de Mercury Prize.

## Discografie

### Albums
| Album met eventuele hitnotering(en) in de Nederlandse Album Top 100 | Datum van verschijnen | Datum van binnenkomst | Hoogste positie | Aantal weken | Opmerkingen |
| ------------------------------------------------------------------- | --------------------- | --------------------- | --------------- | ------------ | ----------- |
| Home again                                                          | 09-03-2012            | 17-03-2012            | 1(1wk)          | 36           |             |
| Home again (Deluxe Dutch edition)                                   | 2012                  | 01-12-2012            | 67              | 6            |             |
| Love & hate                                                         | 15-07-2016            | 23-07-2016            | 8               | 12           |             |
| Kiwanuka                                                            | 01-11-2019            | 09-11-2019            | 6               | 10           |             |

| Album met hitnotering(en) in de Vlaamse Ultratop 200 albums | Datum van verschijnen | Datum van binnenkomst | Hoogste positie | Aantal weken | Opmerkingen |
| ----------------------------------------------------------- | --------------------- | --------------------- | --------------- | ------------ | ----------- |
| Home again                                                  | 09-03-2012            | 17-03-2012            | 2               | 38           |             |
| Love & hate                                                 | 15-07-2016            | 23-07-2016            | 9               | 80           |             |
| Kiwanuka                                                    | 01-11-2019            | 09-11-2019            | 4               | 63           |             |

### Singles
| Single met eventuele hitnotering(en) in de Nederlandse Top 40 | Datum van verschijnen | Datum van binnenkomst | Hoogste positie | Aantal weken | Opmerkingen                 |
| ------------------------------------------------------------- | --------------------- | --------------------- | --------------- | ------------ | --------------------------- |
| Home again                                                    | 02-01-2012            | -                     |                 |              | Nr. 59 in de Single Top 100 |

| Single met hitnotering(en) in de Vlaamse Ultratop 50 | Datum van verschijnen | Datum van binnenkomst | Hoogste positie | Aantal weken | Opmerkingen                 |
| ---------------------------------------------------- | --------------------- | --------------------- | --------------- | ------------ | --------------------------- |
| Tell me a tale                                       | 19-12-2011            | 17-12-2011            | tip18           | -            |                             |
| Home again                                           | 2012                  | 21-01-2012            | 3               | 17           | Nr. 2 in de Radio 2 Top 30  |
| I'll get along                                       | 23-04-2012            | 28-04-2012            | tip4            | -            |                             |
| Bones                                                | 11-06-2012            | 23-06-2012            | tip17           | -            | Nr. 20 in de Radio 2 Top 30 |
| You've got nothing to lose                           | 2014                  | 08-03-2014            | tip46           | -            |                             |
| Black man in a white world                           | 2016                  | 09-04-2016            | tip31           | -            |                             |
| Love & hate                                          | 2016                  | 23-07-2016            | tip24           | -            |                             |
| One more night                                       | 2016                  | 05-11-2016            | tip46           | -            |                             |
| Cold little heart                                    | 2017                  | 01-04-2017            | tip35           | -            |                             |
| Money                                                | 2019                  | 29-06-2019            | tip12           | -            | met Tom Misch               |
| You ain't the problem                                | 2019                  | 24-08-2019            | tip18           | -            |                             |
| Hero                                                 | 2019                  | 19-10-2019            | tip5            | -            |                             |
| Light                                                | 2019                  | 14-03-2020            | tip27           | -            |                             |
| Final days (Bonobo remix)                            | 2020                  | 18-07-2020            | tip             | -            |                             |

### NPO Radio 2 Top 2000
| Nummers met noteringen in de NPO Radio 2 Top 2000 | '12  | '13  | '14  | '15  | '16  | '17  | '18  | '19  | '20  | '21  | '22  | '23  | '24  |
| ------------------------------------------------- | ---- | ---- | ---- | ---- | ---- | ---- | ---- | ---- | ---- | ---- | ---- | ---- | ---- |
| Cold Little Heart                                 | ×    | ×    | ×    | ×    | ×    | 750  | 91   | 67   | 65   | 49   | 41   | 46   | 34   |
| Home Again                                        | 1142 | 1263 | 1810 | 1992 | 1663 | 1753 | 1338 | 1196 | 1052 | 1449 | 1449 | 1436 | 1354 |
| Love & Hate                                       | ×    | ×    | ×    | ×    | -    | 1707 | 1598 | 995  | 926  | 1028 | 1031 | 1167 | 1316 |

1. ↑  Een '-' betekent dat het nummer niet was genoteerd, een '×' betekent dat het nummer nog niet was uitgebracht en een vetgedrukt getal geeft de hoogste notering van een nummer aan.
2. ↑  2012 was het eerste jaar met een notering voor Michael Kiwanuka.

- Bibliothèque nationale de France: cb16617221f (data)
- Gemeinsame Normdatei: 1107566401
- International Standard Name Identifier: 0000 0003 8034 8711
- Library of Congress Control Number: no2012097902
- MusicBrainz: 11f570ff-44d9-4e9c-8812-e6d56103c5c1
- Nationale Bibliotheek van Tsjechië: osa2012698518
- Système universitaire de documentation: 243289022
- Virtual International Authority File: 259229498